# Lichterfeld-Schacksdorf
Lichterfeld-Scharcksdorf es un municipio del distrito de Elba-Elster, en Brandeburgo (Alemania). Pertenece al Amt (Unión de municipios) de Kleine Elster (Niederlausitz).
- Datos: Q556054
- Multimedia: Lichterfeld-Schacksdorf / Q556054

1. ↑  Worldpostalcodes.org, código postal n.º 03238.